# Кузу
Кузу (фр. Couzou) насеље је и општина у јужној Француској у региону Миди Пирене, у департману Лот која припада префектури Гурдон.
По подацима из 2011. године у општини је живело 109 становника, а густина насељености је износила 5,02 становника/km². Општина се простире на површини од 21,72 km². Налази се на средњој надморској висини од 300 метара (максималној 376 m, а минималној 138 m).

## Демографија
| 1962. | 1968. | 1975. | 1982. | 1990. | 1999. | 2011. |
| ----- | ----- | ----- | ----- | ----- | ----- | ----- |
| 66    | 82    | 79    | 79    | 77    | 107   | 109   |

График промене броја становника у току последњих година